# Ариський сільський округ (Сайрамський район)
Ари́ський сільський округ (каз. Арыс ауылдық округі, рос. Арысский сельский округ) — адміністративна одиниця у складі Сайрамського району Туркестанської області Казахстану. Адміністративний центр — село Кожакорган.
Населення — 10947 осіб (2021; 7840 у 2009, 5968 у 1999, 4315 у 1989).
Станом на 1989 рік села Кожаркорган та Норжанкорган перебували у складі Карабулацької сільської ради.

## Склад
До складу округу входять такі населені пункти:
| Населений пункт    | Колишні назви | Населення, осіб (1989) | Населення, осіб (1999) | Населення, осіб (2009) | Населення, осіб (2021) |
| ------------------ | ------------- | ---------------------- | ---------------------- | ---------------------- | ---------------------- |
| Кожакорган, село   | -             | 1471                   | 4338                   | 5619                   | 7863                   |
| Нуржанкорган, село | Норжанкорган  | 2844                   | 1630                   | 2221                   | 3084                   |